# NGC 112
NGC 112 é uma galáxia espiral (Sc) localizada na direcção da constelação de Andromeda. Possui uma declinação de +31° 42' 10" e uma ascensão recta de 0 horas, 26 minutos e 48,8 segundos.
A galáxia NGC 112 foi descoberta em 17 de Setembro de 1885 por Lewis A. Swift.